# Les Rafforts
Les Rafforts est une station de sports d'hiver de France située en Savoie, à Ugine.

## Infrastructures
La station est située dans le nord de la Savoie, entre Ugine au sud et Flumet au nord, au lieu-dit Les Rafforts, sur la route départementale 109 dite « route d'Héry », au-dessus des gorges de l'Arly, dans le bas du versant oriental du Praz Vechin, petit sommet de la chaîne des Aravis. La station des Rafforts fait face à celles de Crest-Voland Cohennoz et des Saisies situées sur l'autre rive de l'Arly, côté Beaufortain, mais les pistes n'étant pas reliées, les Rafforts ne fait pas partie du domaine skiable de l'Espace Diamant.
Petite station familiale, elle ne dispose d'aucun hébergement propre et n'est principalement fréquentée que par les locaux. Le bas des pistes se trouve au bord de la route départementale, au lieu-dit La Panissière, à 900 mètres d'altitude ; le haut des pistes se trouve au lieu-dit Le Pontet, à 1 230 mètres d'altitude,,.
Elle est composée d'un téléski de 1 220 mètres de longueur desservant une piste noire (« les Granges »), une piste rouge (« Rosières ») et une piste bleue (« Galbier »),,, pour un total de 3,545 kilomètres de longueur. Au pied des pistes, à côté du départ du grand téléski, un petit téléski à perches fixes de 70 mètres de longueur et desservant une courte piste verte permet aux débutants de s'initier au ski.
Elle est considérée comme l'une des stations les moins chères de France, offrant notamment la gratuité pour les mineurs, les étudiants ou encore les demandeurs d'emploi,,.

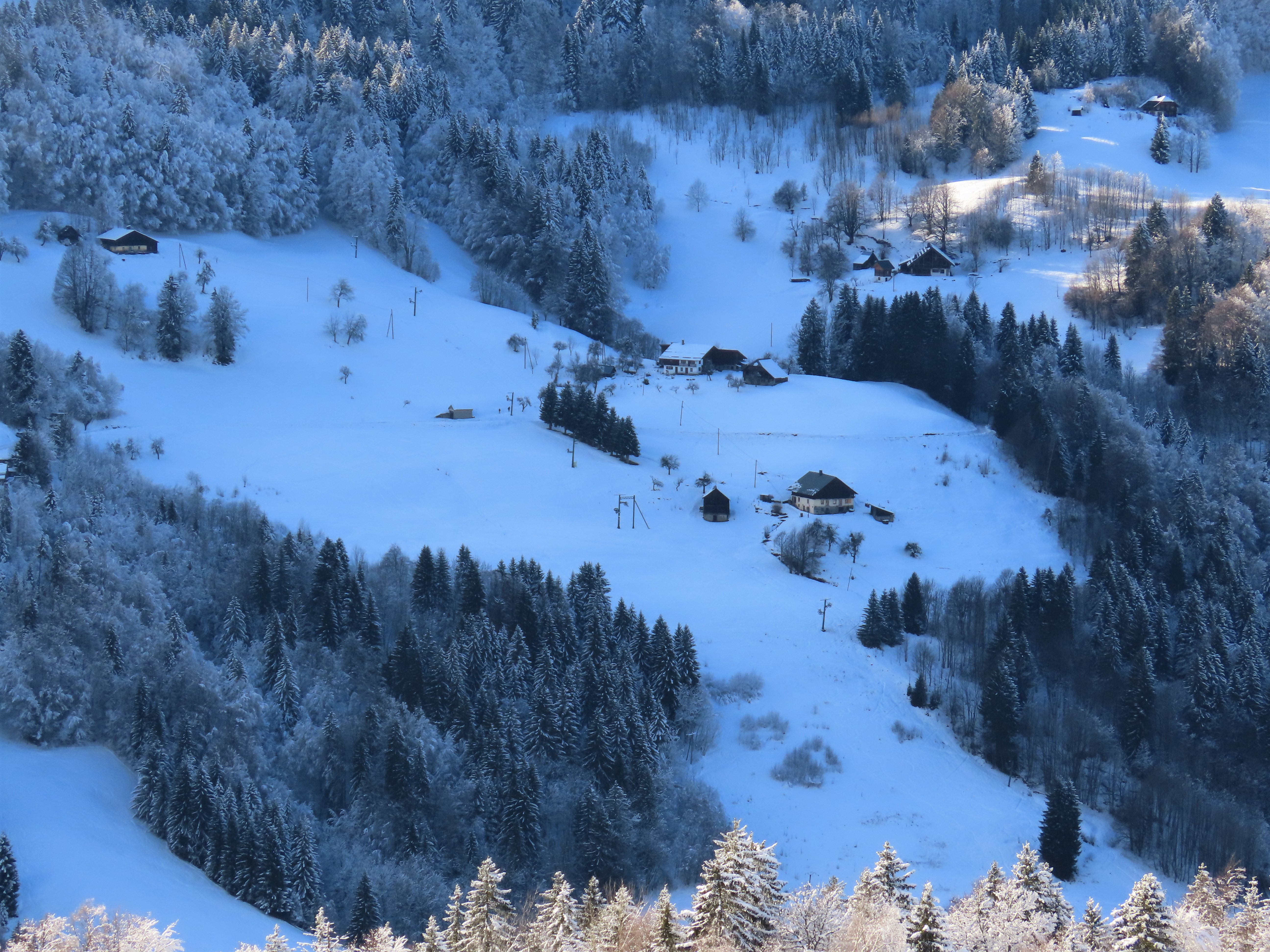
Le téléski des Rafforts depuis Crest-Voland au nord-est.
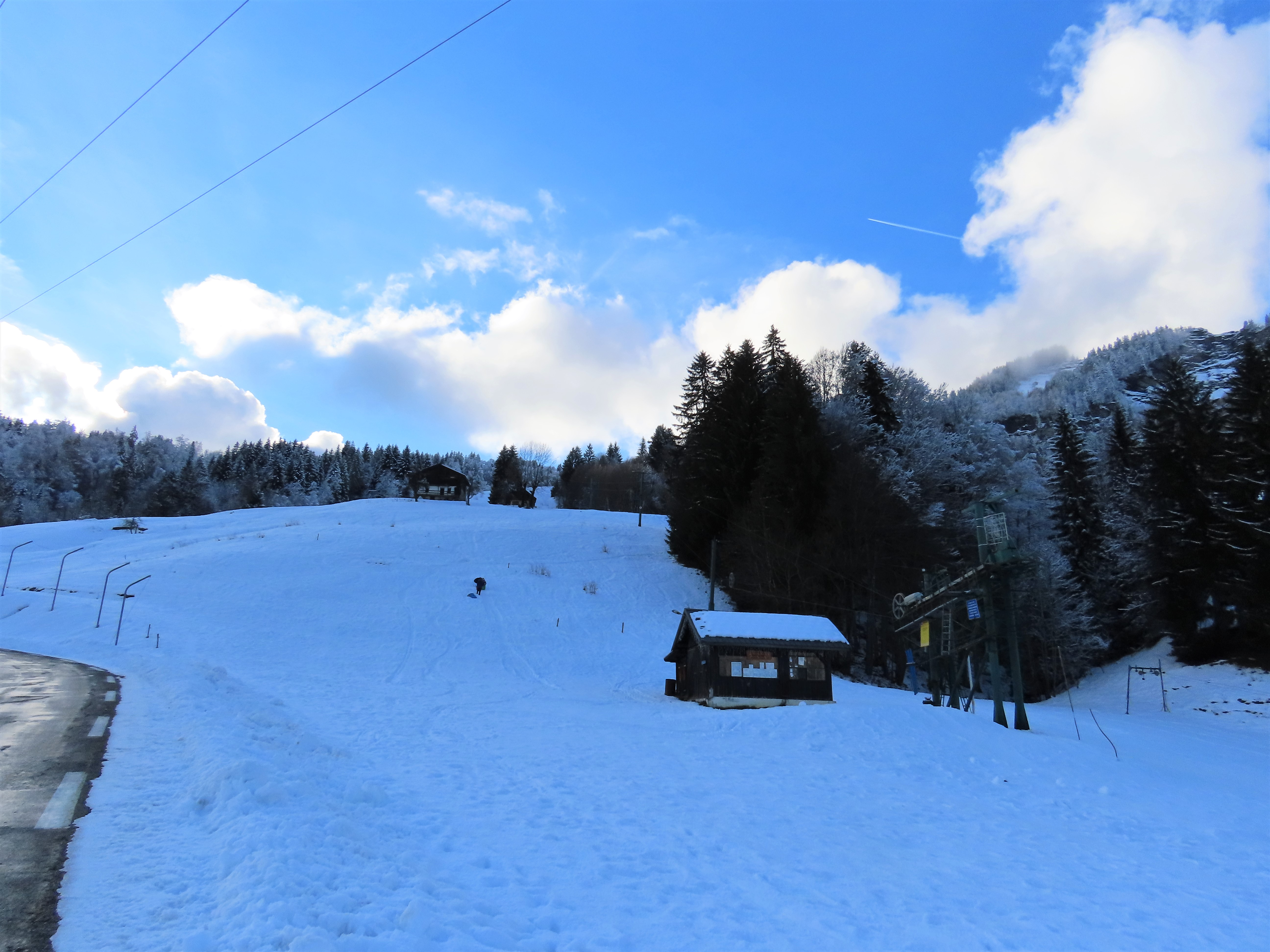
Le téléski des Rafforts avec à gauche la fin des pistes Granges et Rosières.
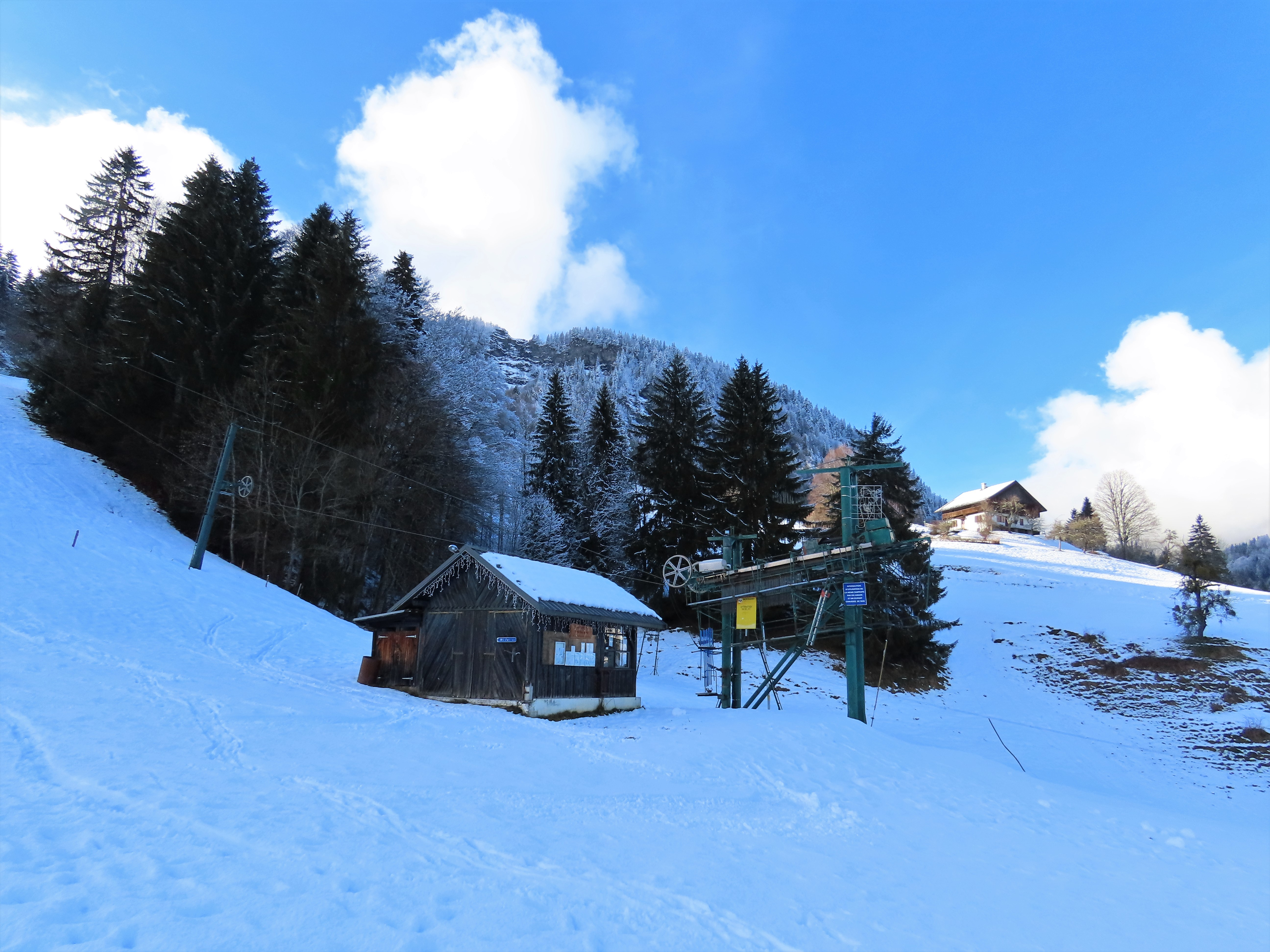
Le départ du téléski des Rafforts.
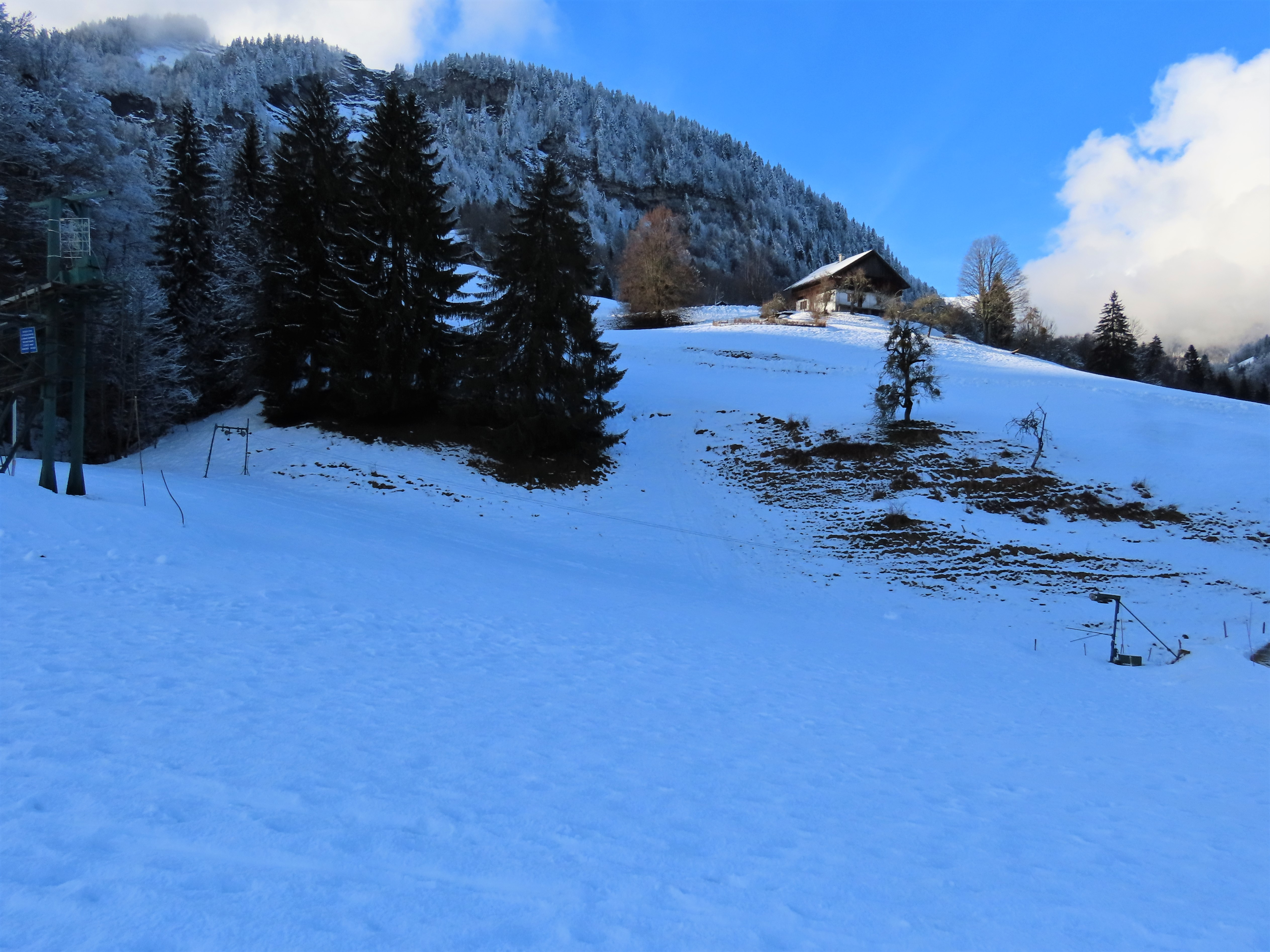
Le téléski Héry.

## Histoire
À partir de la fin des années 1950, les membres d'un club de ski s'entraînent sur les pentes des alpages des Rafforts qui ne disposent alors d'aucune remontée mécanique. Un premier projet est proposé en 1963 à la population par un promoteur privé mais ce n'est qu'en 1972 que le téléski est construit,,.
Une partie de la population locale rapporte que l'une des raisons de la création de la remontée mécanique serait en compensation du rattachement de la commune d'Héry à celle d'Ugine en 1971.